# Axiell
Axiell är ett adjektiv som anger att någonting har samma riktning som en roterande axel eller samma riktning som centrumlinjen för en rotationssymmetrisk kropp. Komplementet är radiell, vilket anger att riktningen är vinkelrät ut från en sådan rotations- eller centrumlinje, det vill säga i samma riktning som axelns eller den rotationssymmetriska kroppens radie.

## Användning
Inom konstruktion och anläggningsteknik används begreppet för att beskriva en viss typ av spänning "enaxiella spänningstillstånd" i bärverk. Detta är den spänning över en yta beroende på kraftens (Newton) och ytans tvärsnitts area (m^2) som verkar i enbart en riktning.

{\textstyle \sigma =P/A}

P = kraft i Newton (N)
A = tvärsnittsarea i m^2
σ = normalspänning i N/m^2, alternativt i Pascal